# 小瓦尔施塔特
小瓦尔施塔特是德国巴伐利亚州的一个市镇。总面积15.80平方公里，总人口5763人，其中男性2872人，女性2891人（2011年12月31日），人口密度365人/平方公里。